# Никольский, Василий Алексеевич
Василий Алексеевич Никольский (3 (15) марта 1882, Шуя, Владимирская губерния — 3 апреля 1967, Баку) — советский азербайджанский оперный певец, народный артист Азербайджанской ССР (1934).

## Карьера
Родился в семье чиновника.
В 1905—08 — обучался вокалу в Московской консерватории.
В 1908—11 — выступал на сцене московского Народного дома.
В период с 1919 по 1929 годы пел в оперных театрах Самары, Саратова, Одессы, Киева, Тифлиса, Екатеринбурга, Харькова.
В 1929—52 солист Азербайджанского театра оперы и балета в Баку.
В 1941—45 и с 1952 преподавал в Бакинской консерватории.
Никольский обладал голосом широкого диапазона. В его репертуаре насчитывалось свыше 40 партий.

## Награды
- Заслуженный артист Азербайджанской ССР
- Народный артист Азербайджанской ССР (25.05.1934)
- Орден Трудового Красного Знамени (17.04.1938) — за выдающиеся заслуги в деле развития азербайджанского оперного искусства, азербайджанской музыки, песни и танцев[2]